# Edició de vídeo

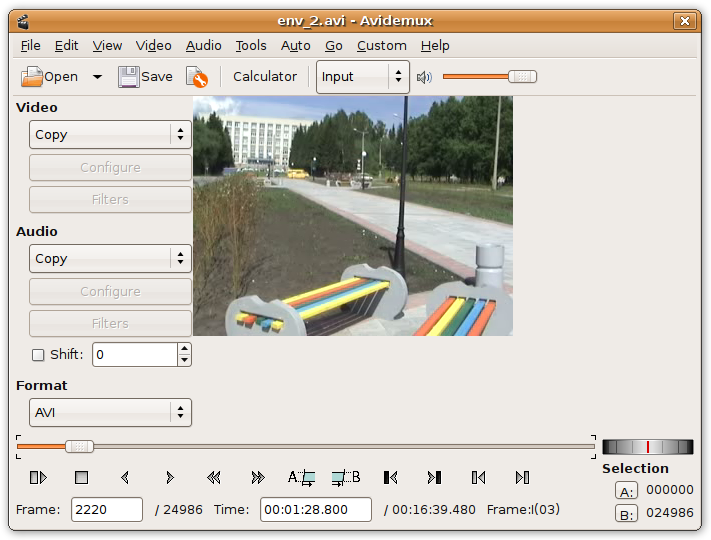
Edició de vídeo utilitzant Avidemux.

L'edició de vídeo és la postproducció i l'arranjament de les filmacions de vídeo. Per mostrar l'edició de vídeo perfecta al públic, els editors de vídeo han de ser raonables i assegurar-se que tenen una comprensió superior del cinema, la televisió i altres tipus de videografia. L'edició de vídeo estructura i presenta tota la informació de vídeo, incloses pel·lícules i programes de televisió, anuncis de vídeo i assaigs en vídeo. L'edició de vídeo s'ha democratitzat de manera espectacular en els últims anys mitjançant l'edició de programari disponible per a ordinadors personals. L'edició de vídeo pot ser difícil i tediosa, de manera que s'han produït diverses tecnologies per ajudar les persones en aquesta tasca. En general, l'edició de vídeo té una gran varietat d'estils i aplicacions.

## Tipus d'edició
Des de les cares màquines anomenades editors de vídeo, es va passar en una dècada a programes d'edició de vídeo disponibles per a estacions de treball i ordinadors personals. L'edició de vídeo inclou tallar segments (retallar), re-ordenant clips, i afegint transicions i altres efectes especials. Hi ha dos tipus d'edició de vídeo, l'edició lineal o analògica i l'edició digital per ordinador.
- L'edició de vídeo lineal utilitza cinta de vídeo i s'edita seqüencialment. S'enregistren diversos videoclips de diferents cintes en una sola cinta en l'ordre en què apareixeran.
- Els sistemes d'edició no lineal (NLE) permeten editar vídeos en ordinadors amb programari especialitzat. Aquest procés no és destructiu per al metratge de vídeo en brut i es fa mitjançant programes com DaVinci Resolve, Avid Media Composer, Adobe Premiere Pro i Final Cut Pro.
- L'edició fora de línia és el procés pel qual es copia el metratge en brut des d'una font original, sense afectar la pel·lícula o la cinta de vídeo original. Un cop finalitzada l'edició, els mitjans originals es tornen a muntar en l'etapa d'edició en línia.
- L'edició en línia és el procés de tornar a muntar l'edició a un vídeo de resolució completa després d'haver realitzat una edició fora de línia. Es fa en l'etapa final d'una producció de vídeo.
- L'edició basada en núvol és el procés d'utilitzar Internet per treballar amb contingut de forma remota, col·laborativa o de caràcter crític en el temps, com ara l'edició d'esdeveniments esportius en directe en temps real mitjançant proxies de vídeo (còpies de menor resolució) de material original.
- La mescla de vídeo s'utilitza quan es treballa en entorns de producció de vídeo i televisió en directe . S'utilitza un mesclador de vídeo per tallar i mesclar el senyal en directe procedent de les diferents càmeres en temps real.

## Rerafons

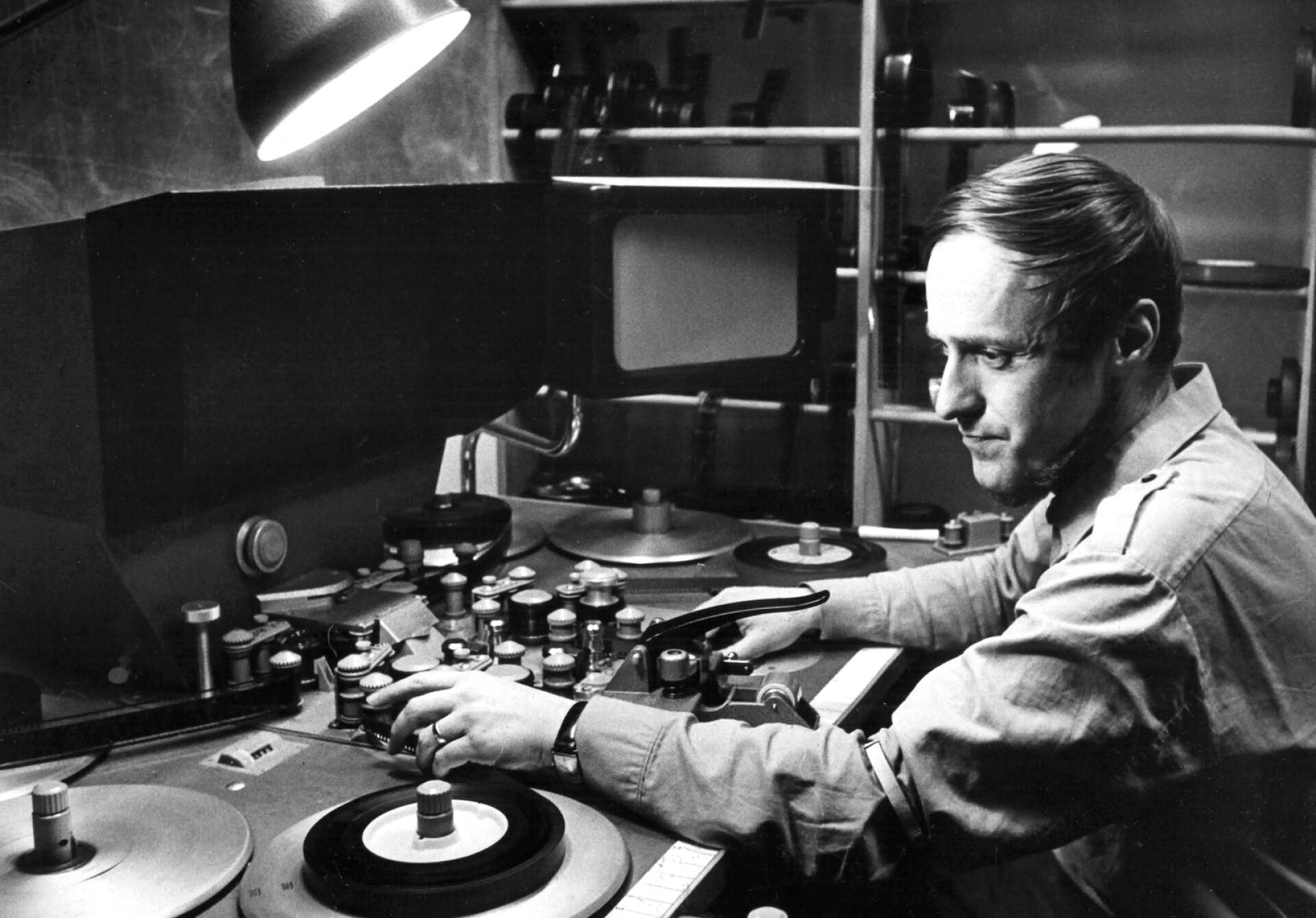
Taula d'edició de vídeo

L'edició de vídeo és un dels passos més crucials del procés de postproducció. El procés combina tots els metratges de producció de vídeo en moviment, efectes especials i enregistraments de so per crear una història visual atractiva. Abans d'editar la pel·lícula, els realitzadors requeririen que la càmera estigués estacionària, amb l'acció allunyada de la càmera. El vídeo es va capturar amb plans individuals encadenats sense tenir en compte la continuïtat, la direcció de la pantalla, la il·luminació, la consideració emocional, etc. Amb material de vídeo, un director pot comunicar esdeveniments no ficticis i de ficció. L'objectiu de l'edició és combinar vídeo i so per comunicar-se amb el públic i permetre que se sentin emocionalment connectats amb la història. És un art visual.
L'edició de pel·lícules en cinema és un predecessor de l'edició de vídeo i, de diverses maneres, l'edició de vídeo simula l'edició de pel·lícules en moviment. L'edició de vídeo es va introduir per primera vegada amb l'ús de l'edició de vídeo lineal, que es va realitzar abans que el programari digital. Seguit pel programari d'edició de vídeo en sistemes d'edició no lineal (NLE).

### Edició lineal
El primer tipus d'edició a principis de 1900 es va fer amb tisores, cinta adhesiva i una taula d'edició. Com que els editors no podien veure les seves edicions durant el procés, mantenir la pel·lícula a la llum era la seva única manera de veure el seu treball. Amb la invenció de la Moviola als anys 20, una màquina que permetia als editors veure la pel·lícula i fer muntatges precisos per oferir una pel·lícula millor. aquest procés es va utilitzar durant uns cinquanta anys i va ajudar a avançar en l'edició de vídeo.
A la dècada de 1950 es van inventar els magnetoscopis (VTR) i van ser un element definitori en l'avenç de l'edició de vídeo. El VTR va ser el primer dispositiu que va utilitzar cinta magnètica i va ser revolucionari a causa de com gravava el vídeo. El VTR va ser una incorporació revolucionària a l'edició de vídeo, però tenia grans inconvenients: la degradació de la qualitat causada per la còpia era tan gran, que es va editar una cinta de vídeo Quadruplex de 2 polzades visualitzant la pista gravada amb ferrofluid, tallant-la amb una fulla d'afaitar o un tallador de guillotina. i empalmament amb cinta de vídeo. Els dos trossos de cinta a unir es van pintar amb una solució de llimadures de ferro extremadament fines suspeses en tetraclorur de carboni, un compost tòxic i cancerígen. Això va "desenvolupar" les pistes magnètiques (cinta), fent-les visibles quan es veuen a través d'un microscopi de manera que es poguessin alinear en una empalmadora dissenyada per a aquesta tasca. El procés va permetre als editors reproduir el seu vídeo, però només a una velocitat i per marcar el punt de tall, un editor havia de ser molt precís. Aquest procés es va utilitzar fins a finals de la dècada de 1990 i principis dels 2000, però l'evolució de l'edició de vídeo va continuar. A la dècada de 1960 es va inventar l'EECO 900 així com l'Ampex EDITEC que permetia l'edició electrònica i el controlador d'edició electrònica.

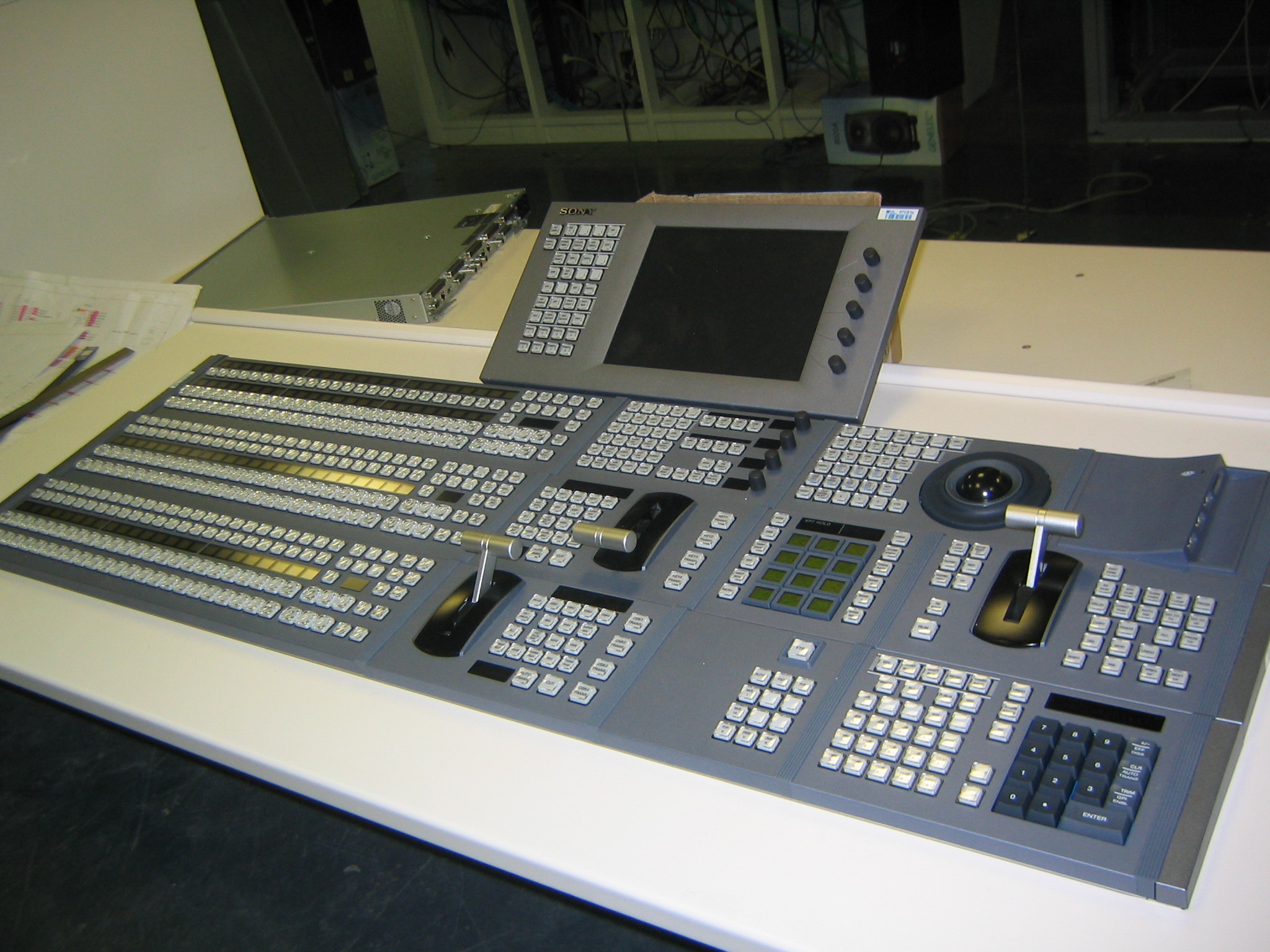
Mesclador de visió

ILes millores en qualitat i economia, i la invenció del capçal d'esborrat volant, van permetre gravar nou material de vídeo i àudio sobre el material ja present en una cinta magnètica existent. Això es va introduir en la tècnica d'edició lineal. Si calia canviar la durada d'una escena més propera a l'inici de la cinta de vídeo, s'haurien d'enregistrar totes les escenes posteriors a la cinta de vídeo de nou en seqüència. A més, les fonts es podrien reproduir simultàniament mitjançant un mesclador de visió (commutador de vídeo) per crear transicions més complexes entre escenes. Un sistema popular dels anys 1970-80 per crear aquestes transicions va ser l'equip U-matic (anomenat així pel camí de la cinta en forma d'U). Aquest sistema utilitzava dos reproductors i una gravadora, i les edicions es feien fent una còpia de seguretat automàtica de les màquines i, a continuació, accelerar-se simultàniament, de manera que l'edició no rodava ni fallava. Més tard, als anys 1980-90 van sorgir els equips beta més petits (anomenats així pel camí de la cinta en forma de B) i controladors més complexos, alguns dels quals feien la sincronització electrònica.

### Edició no lineal
L'edició no lineal (NLE) es va introduir per primera vegada a la dècada de 1970 amb el CMX 600, que va permetre als editors modificar i editar les peces de metratge a moure i col·locar en una línia de temps alternativa i conservant el metratge original, la capacitat de treballar en qualsevol segment del vídeo en qualsevol ordre. El 1984, la invenció de l'Editdroid creat per LucasFilm va permetre als editors un sistema d'edició informatitzat que emmagatzemava grans quantitats de metratge d'alta definició.

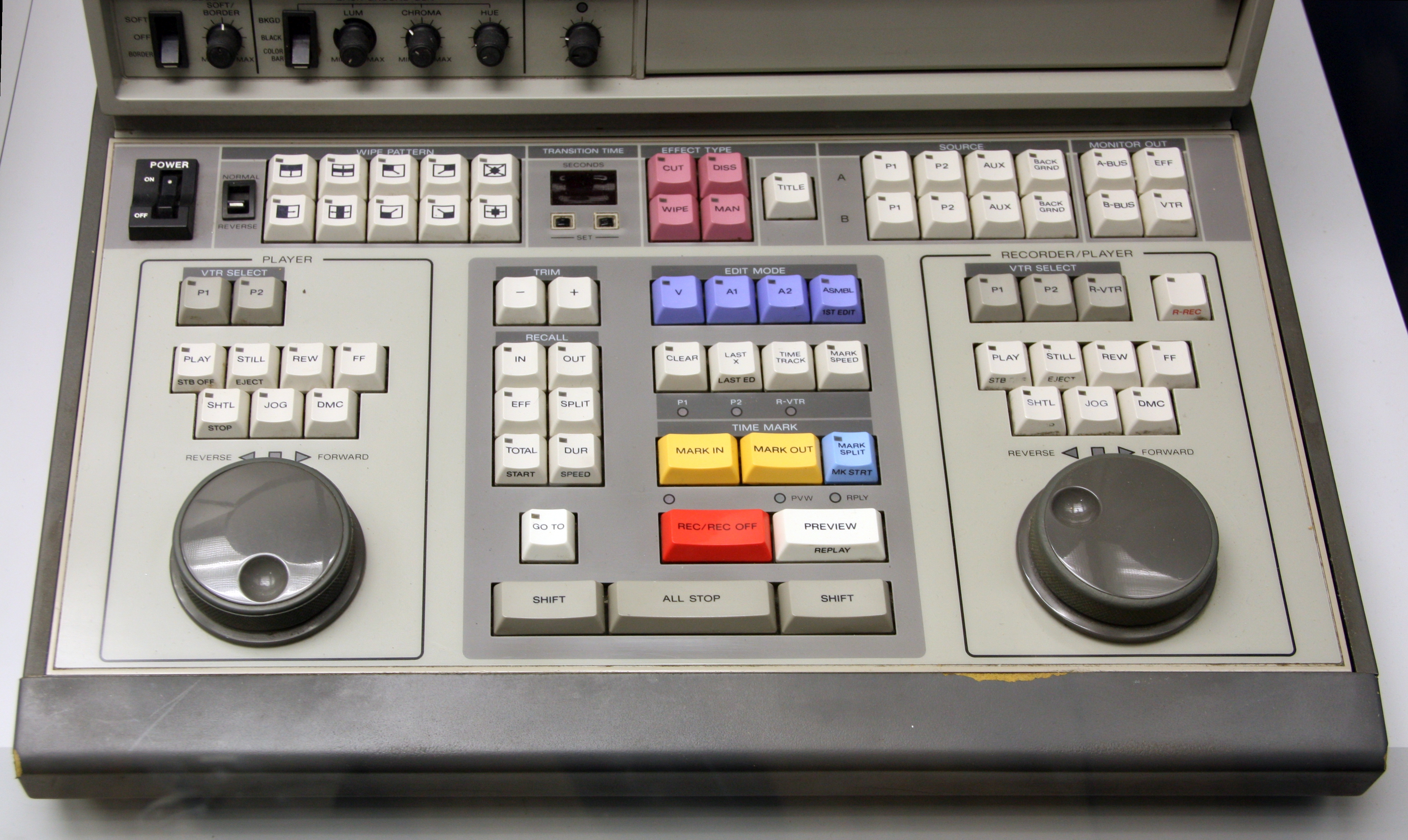
Controlador d'edició de vídeo Sony BVE-600 per al sistema analògic U-Matic, anys 80

Hi va haver un període analògic de transició utilitzant gravadores de videocasetes (VCR) de fonts múltiples amb el processador d'imatge de muntatge  i Ediflex, o EditDroid amb reproductors LaserDisc, però els sistemes NLE moderns editen el vídeo capturat digitalment en un disc dur des d'un vídeo analògic. o font de vídeo digital. El contingut s'ingereix i s'enregistra de manera nativa amb el còdec adequat que utilitza el programari d'edició de vídeo per processar el metratge capturat. Amb el vídeo d'alta definició cada cop més popular i es pot editar fàcilment amb el mateix programari d'edició de vídeo juntament amb programes de gràfics en moviment relacionats. A finals de la dècada de 1980 i principis de la dècada de 1990 a casa, el programari NLE es va fer més evident als ordinadors domèstics que utilitzaven programari com Avid Media Composer i Adobe Premiere. Els clips de vídeo s'organitzen en una línia de temps, s'afegeixen pistes de música, títols, gràfics digitals en pantalla, es poden crear efectes especials i el programa acabat es " renderitza " en un vídeo acabat. Aleshores, el vídeo es pot distribuir de diverses maneres, com ara DVD, transmissió web, QuickTime Movies, iPod, CD-ROM o cinta de vídeo.
A la dècada de 2000, NLE s'havia fet accessible per a tothom, amb les unitats centrals de processament (CPU) avançades als ordinadors personals que oferien la possibilitat d'editar a casa amb resolucions més altes.

## Efectes de transició
L'edició no lineal està prou evolucionada debut al programari existent. La gran majoria d'ells contenen una gran quantitat d'efectes de transició entre un plànol i el següent. Entre els més comuns hi estan:
- Fos a negre.
- Efecte cortina.
- Efecte Ken Burns.
- Explosió.
- Boira.

## Edició de vídeo a casa

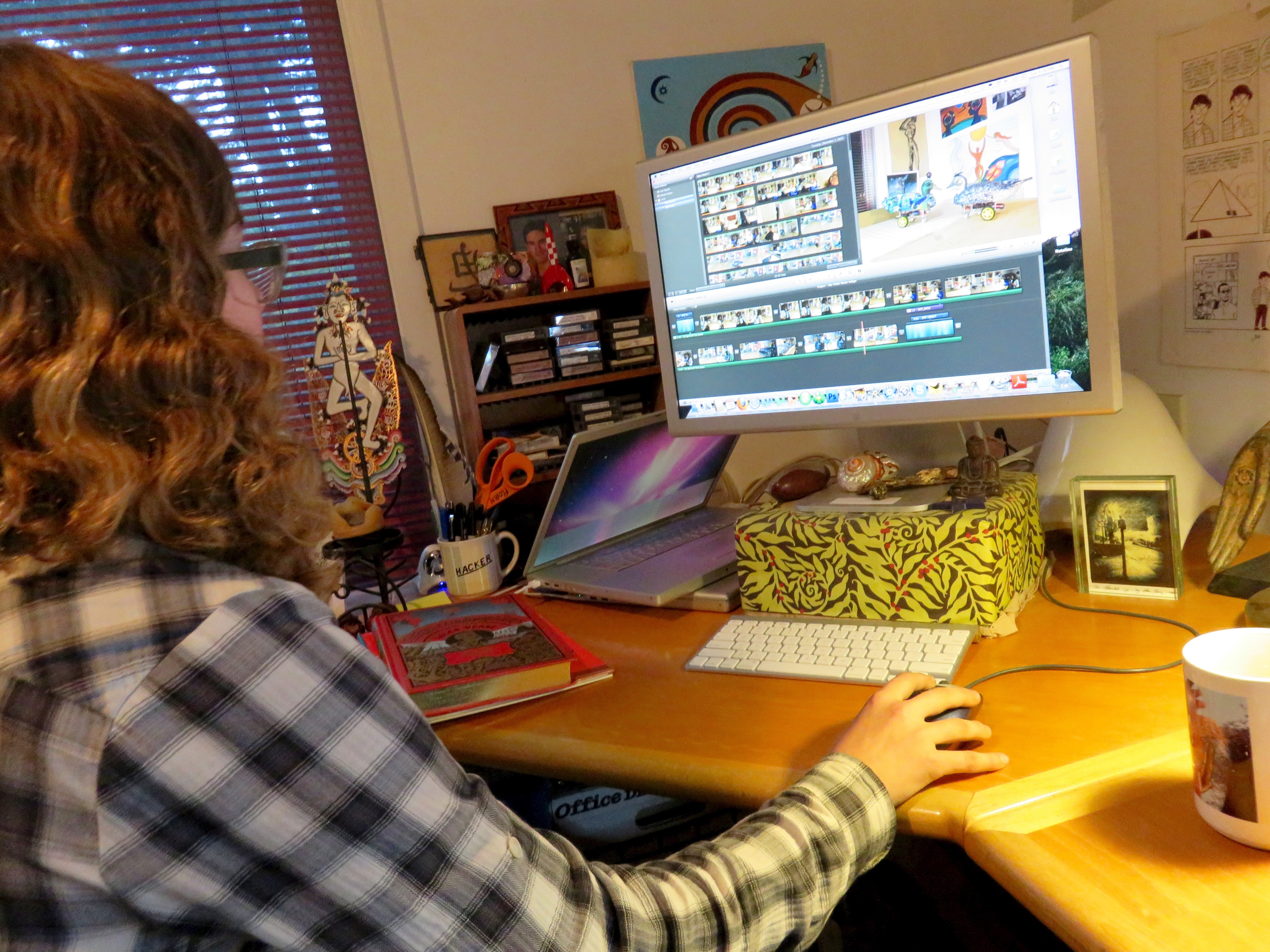
Una dona editant un vídeo amb iMovie

Com altres tecnologies, el cost de l'edició de vídeo ha disminuït amb el temps. El sistema Quadruplex original de 2" costa tant, que moltes instal·lacions de producció de televisió només podien permetre's una única unitat, i l'edició era un procés molt complicat que requeria una formació especial.
En contrast amb això, gairebé qualsevol ordinador domèstic venut des de l'any 2000 té la potència i la capacitat d'emmagatzematge per digitalitzar i editar televisió de definició estàndard (SDTV). Els dos principals sistemes operatius minoristes inclouen programari bàsic d'edició de vídeo: iMovie d'Apple i Windows Movie Maker de Microsoft. Existeixen opcions addicionals, normalment com a productes comercials més avançats. A més d'aquests productes comercials, hi ha programes d'edició de vídeo de codi obert. També han sorgit productes d'edició automàtica de vídeo, que han obert l'edició de vídeo a un públic més ampli d'aficionats i redueixen el temps necessari per editar vídeos. Aquests solen existir com a serveis d'emmagatzematge multimèdia, com Google amb el seu Google Photos o empreses més petites com Vidify.

## Aplicacions actuals
L'edició de vídeo es pot utilitzar per a molts propòsits. Cada aplicació de xarxes socials, lloc de treball, vídeo de YouTube i institut educatiu utilitzen aquesta habilitat per crear alguna cosa visualment atractiva i informativa.

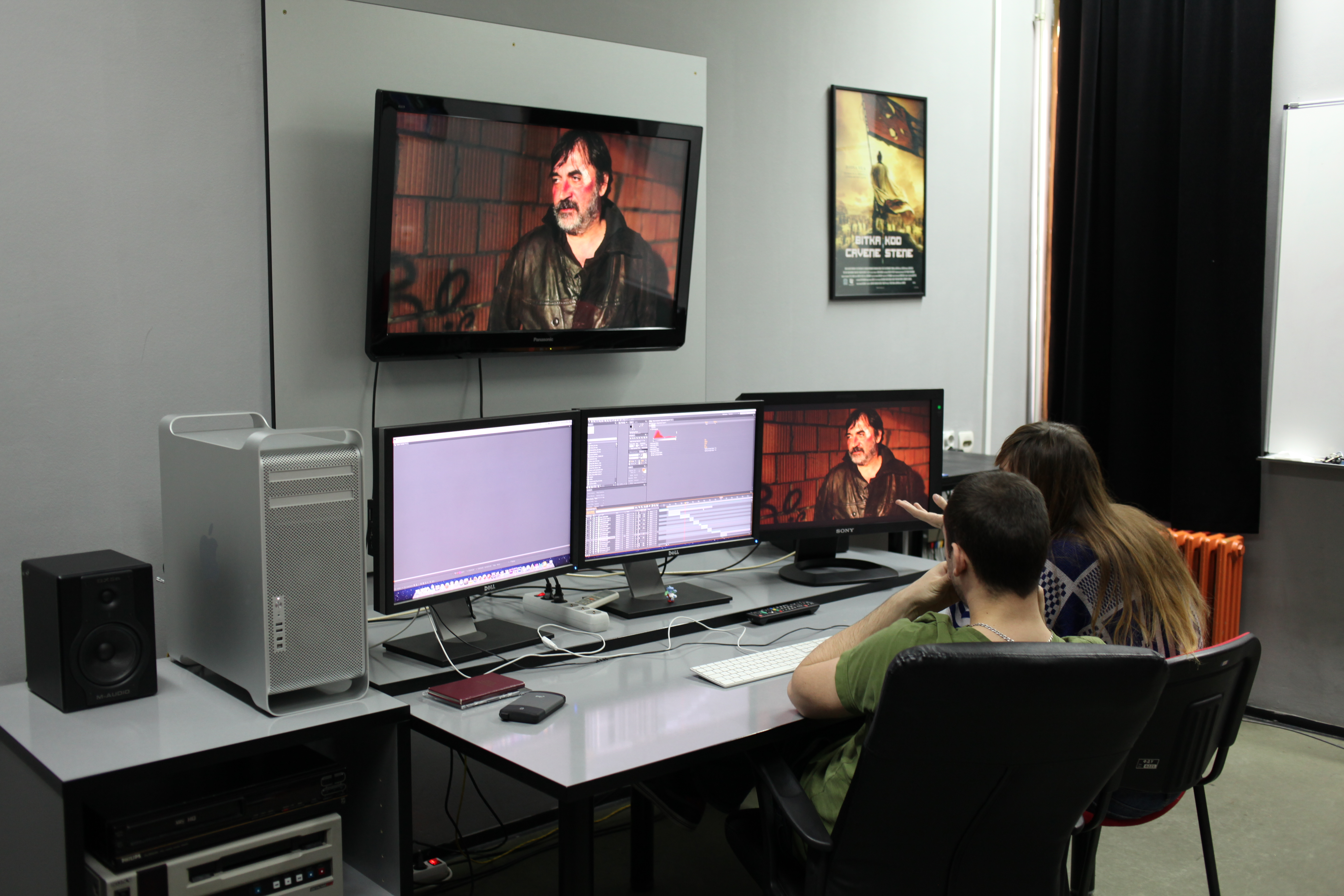
Edició de vídeo col·laborativa

- Ús personal: molts programes en línia es poden descarregar fàcilment des de l'ordinador personal de qualsevol persona. Adobe, Canva i Filmora són un parell d'exemples de programes que es poden descarregar per a tothom.[11]
- Realitat virtual : s'estan fent avenços per ajudar amb l'edició de vídeos esfèrics utilitzats en la configuració de la realitat virtual. La possibilitat d'editar en realitat virtual es va crear perquè els usuaris poguessin comprovar les seves edicions de vídeo en temps real, sense haver de veure contínuament el vídeo en un auricular entre edicions.[12]
- Mitjans socials : l'edició de vídeo es pot utilitzar amb finalitats d'entreteniment i altres finalitats a YouTube i altres llocs de xarxes socials. Els professors de l'escola han utilitzat l'edició de vídeo per ajudar els seus alumnes a retenir la informació i ampliar les lliçons fora de l'aula.[13]

## Aplicacions futures
S'han iniciat cursos extraescolars a escoles primàries d'arreu dels Estats Units per educar els estudiants sobre la importància de l'edició de vídeo i la pràctica de la producció de vídeo. Entre elstemes notables dels vídeos que s'ensenyen a les escoles s'hi inclouen vídeos musicals i documentals curts ; alguns dels quals guanyen premis com un de Panasonic.